# Scopulariopsis coprophila
Scopulariopsis coprophila är en svampart som först beskrevs av Cooke & Massee, och fick sitt nu gällande namn av W. Gams 1971. Scopulariopsis coprophila ingår i släktet Scopulariopsis och familjen Microascaceae.   Inga underarter finns listade i Catalogue of Life.